# Navagrudska tvrđava
Navagrudska tvrđava (blr. Навагрудскі замак; rus. Новогрудский замок) tvrđava je u ruševnom stanju iz 13. stoljeća u zapadnom dijelu Bjelorusije.
Tvrđava je građena od sredine 13. do početka 14. stoljeća na obroncima Zamkavske gore, na području današnjeg grada Navagrudka u Grodnjenskoj oblasti. Građena je kao glavni odbrambeni bedem srednjovekovnog grada Navagrutka koji se u pisanim izvorima spominje još početkom 11. stoljeća. Smatra se jednim od najvećih utvrđenja toga tipa na području Bjelorusije. U vrijeme postojanja imala je 7 kula i nalazila se na uzvišenju iznad grada s kojeg se pružao čist pogled na okolinu.
Prema nekim povijesnim izvorima (nepouzdanim), u Navagrudku je okrunjen prvi veliki knez Litve Mindaugas, koji je svojom zemljom vladao upravo iz ovog grada.